# توماس فينغار
توماس فينغار (بالإنجليزية: Thomas Fingar)‏ (و. القرن 20  م)هو بروفيسور (أستاذ جامعي) من الولايات المتحدة الأمريكية .

## التعليم
تعلم في جامعة ستانفورد، وجامعة كورنيل.

## مناصب وهيئات
أدار جامعة ستانفورد.

## جوائز
حصل على جوائز منها جائزة سام آدامز.